# Petit-duc de Mohéli
Otus moheliensis
Espèce
Statut de conservation UICN

 EN B1ab(i,ii,iii,v)+2ab(i,ii,iii,v); C2a(ii) : En danger
Statut CITES
Le Petit-duc de Mohéli (Otus moheliensis) est une espèce d'oiseaux de la famille des Strigidae.

## Répartition
Cette espèce est endémique de l'île de Mohéli, aux Comores.